# Ernesto Geisel
Pour les articles homonymes, voir Geisel.
Ernesto Geisel (Bento Gonçalves, 3 août 1907 – Rio de Janeiro, 12 septembre 1996) est un militaire et homme d'État brésilien. Général, il est président de la république fédérative du Brésil de 1974 à 1979, pendant le régime militaire instauré par le coup d'État de 1964.

## Ascension
Il naquit dans une famille luthérienne d'immigrants allemands, ses parents étaient August Wilhelm Geisel et Lydia Beckmann. Ernesto Geisel parlait et lisait l'allemand. Deux de ses frères adoptèrent aussi la carrière militaire et devinrent généraux : Henrique Geisel et Orlando Geisel (es), qui a été ministre de l'armée durant le gouvernement de Emílio Garrastazu Médici.
Ernest Geisel commença sa carrière militaire en 1921, entrant au collège militaire de Porto Alegre. Il participa à des actions militaires lors de la révolution de 1930 et de la révolution constitutionnelle. Au début des années 1930, il occupa les fonctions de secrétaire de fazenda (ministre des Finances) de la Paraiba. En 1940, Geisel épousa sa cousine, Lucy, avec qui il eut deux enfants : Amália et Orlando. Ce dernier mourut dans un accident de chemin de fer en 1957. Geisel ne se remit jamais totalement de cette perte.
Durant les années 1950, Geisel commanda la garnison de Quitaúna (pt) et dirigea la raffinerie Cubatão, toutes deux dans l'État de São Paulo. Pendant cette période, il renforça ses liens avec le groupe de militaires qui sera connu plus tard comme « Sorbonne », lié à l'École supérieure de Guerre.
Il s'intéressa toujours à l'extraction du pétrole ; il a dirigé la raffinerie de Cubatão en 1956, la Petrobras de 1969 à 1973 et, après 1979, la Norquisa. Durant sa gestion à la présidence de la Petrobras, entreprise d'État de production de pétrole, il concentra ses efforts dans l'exploration sous-marine avec de bons résultats. Il parvint à signer des accords de recherche à l'extérieur et des accords avec l'Irak, l'Égypte et l'Équateur.

## Sous la dictature

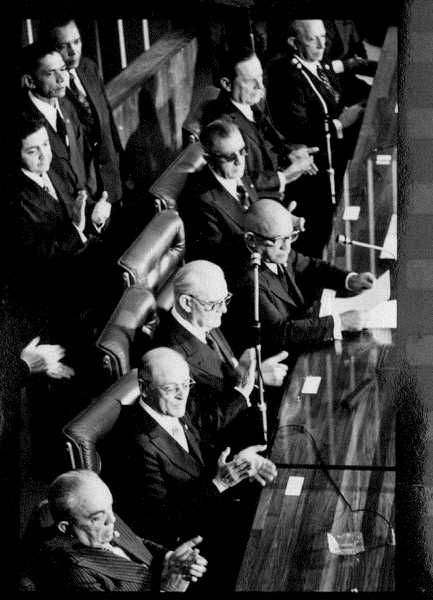
Ernesto Geisel lors de sa prestation de serment (1974).

Après le coup d'État de mars 1964, il fut nommé chef de la maison militaire du président Castelo Branco le 15 avril 1964, qui le chargea d'enquêter sur les accusations de torture dans les unités militaires du Nordeste. Castelo le nomma général d'armée en 1966 et ministre du tribunal suprême fédéral en 1967. Il vainquit Ulysses Guimarães, le candidat du Movimento democrático brasileiro (MDB, opposition légale), lors de l'élection au suffrage indirect à la présidence de la République fin 1973. Son colistier, comme vice-président, était le général Adalberto Pereira dos Santos.
En politique extérieure, il tenta d'augmenter la présence brésilienne en Afrique et en Europe, évitant un alignement systématique sur les États-Unis. Il fit participer le Brésil à l'opération Condor, provoquant un raté qui entama la légitimité de la junte avec l'affaire de l'enlèvement de Porto Alegre le 17 novembre 1978, deux jours après les élections générales.
Selon une note de la CIA publiée en mai 2018, il aurait personnellement ordonné l'exécution sommaire d'opposants.
Ses principales actions sont :
- le rétablissement des relations diplomatiques avec la Chine ;
- le IIe plan national de développement (PND) ;
- la recherche de nouvelles sources d'énergie, avec l'accord nucléaire avec l'Allemagne, la création de contrats de risque avec la Petrobras et l'appui à l'utilisation de l'alcool comme combustible ;
- le scandale de l'assassinat par la police du journaliste Vladimir Herzog, en octobre 1975, conduisit Geisel à démettre de ses fonctions le général Ednardo D'Ávila Melo, commandant du IIe corps de l'armée et principal représentant de l'ultra-droite du régime.
- début timide d'ouverture politique, bien qu'il y ait eu un recul durant son gouvernement avec, par exemple, le « Paquet d'avril » en 1977, ou la loi Falcão (pt) (1976-1985) qui limitait drastiquement la publicité électorale afin de contrer la popularité de l'opposition légale (MDB). Ironiquement désignée sous le nom de « cinéma muet », la loi ne permettait que de mentionner le nom du parti, le nom et le numéro du candidat ; aucun discours n'était permis sur les médias[3].

## Après son mandat
Il garda sa grande influence sur l'armée durant les années 1980 et, en 1985, appuya Tancredo Neves aux élections indirectes pour la présidence. Il fut aussi président de la Norquisa, entreprise liée au secteur pétrochimique.
Sa vie et l'histoire de son gouvernement sont racontés dans O Sacerdote e o Feiticeiro (Le Prêtre et le Sorcier), un ensemble de trois livres écrits par le journaliste Elio Gaspari (en). Son ministre de la justice Armando Falcão (en), a aussi écrit une biographie d'Ernesto Geisel. En 1997, la Fundação Getúlio Vargas a publié une retranscription d'un témoignage où il raconte sa vie particulière, militaire et politique.